# Miss Universo 1960

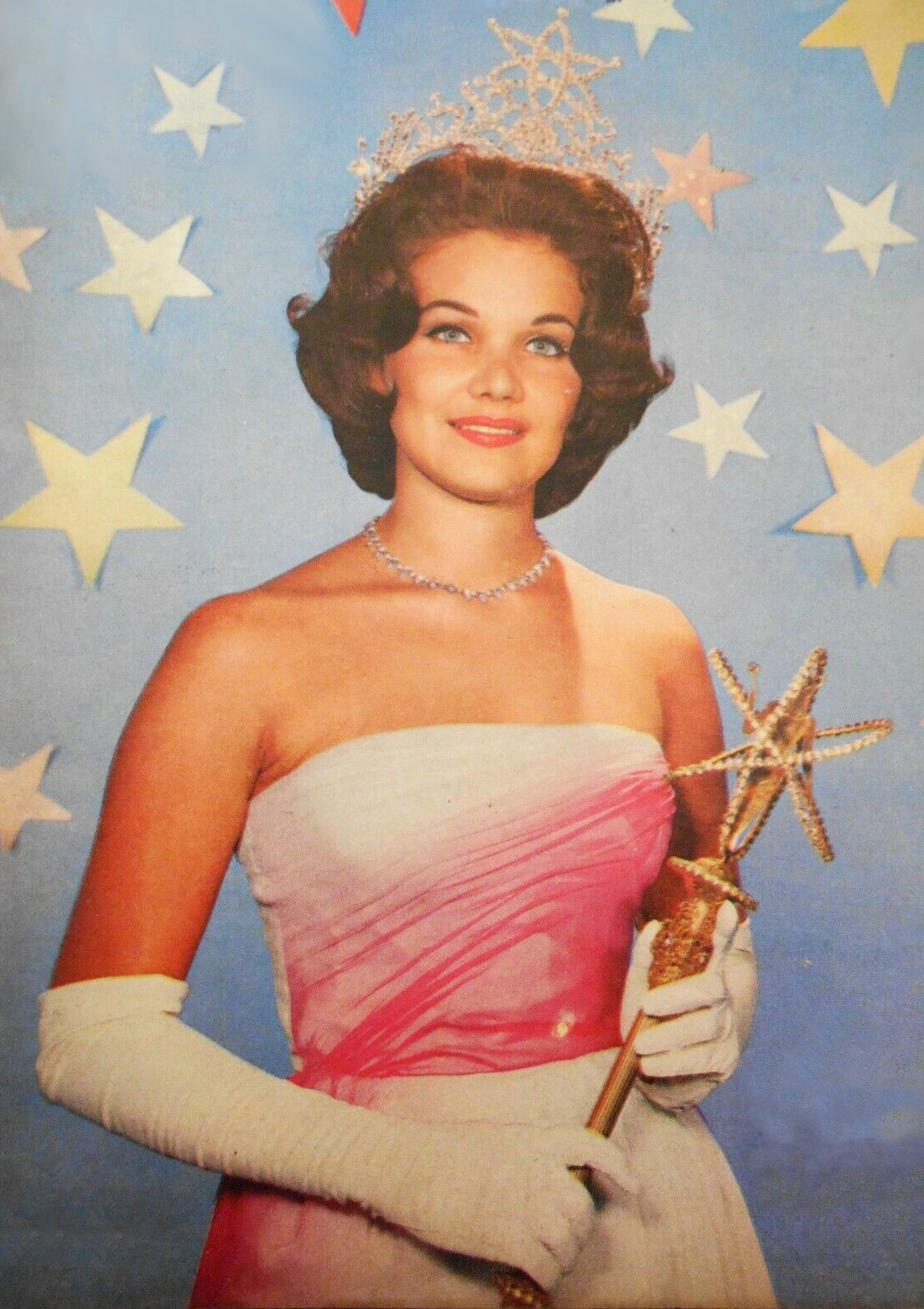
Linda Bement, Miss Estados Unidos, a vencedora do prêmio nessa edição

Miss Universo 1960 foi a nona edição do concurso Miss Universo, realizada em 9 de julho de 1960 no Miami Beach Auditorium, em Miami Beach, Flórida, nos Estados Unidos. Candidatas de 43 países e territórios competiram pelo título. No final do evento, a Miss Universo 1959, Akiko Kojima, do Japão, coroou a estadunidense Linda Bement como sua sucessora. Bement tornou-se a terceira estadunidense a vencer o concurso. Esta edição foi a primeira transmitida nacionalmente ao vivo para todos os Estados Unidos pela rede de televisão CBS.

## Evento
Numa edição que foi considerada um fracasso financeiro pela organização, Bement conquistou o título sobre 41 participantes, vencendo na final as misses Itália, Áustria, África do Sul e Espanha. A italiana Daniela Bianchi, favorita da imprensa e ganhadora do prêmio de Miss Fotogenia, tornaria-se uma estrela internacional de cinema três anos depois, como a bond girl Tatiana Romanova, no segundo filme da série de James Bond, Moscou contra 007.
No dia seguinte à coroação, Bement atrasou-se quase duas horas para sua primeira entrevista coletiva, por ter ido à igreja rezar em agradecimento pela sua vitória.

## Resultados
| Colocação          | Candidata |
| ------------------ | --- |
| Miss Universo 1960 | - Estados Unidos — Linda Bement |
| 2.ª colocada       | - Itália — Daniela Bianchi |
| 3.ª colocada       | - Áustria — Elizabeth Hodacs |
| 4.ª colocada       | - África do Sul — Nicolette Caras |
| 5.ª colocada       | - Espanha — María Teresa del Río |
| Top 15             | - Alemanha — Ingrun Moeckel - Brasil — Gina MacPherson - Colômbia — Stella Márquez - Coreia do Sul — Sohn Miheeja - Grécia — Magda Passaloglou - Inglaterra — Joan Ellinor Boardman - Israel — Aliza Gur - Japão — Yayoi Furuno - Noruega — Ragnhild Aass - Suíça — Elaine Maurath |

### Prêmios especiais

#### Miss Simpatia
- Vencedora:  Burma —  Myint May.

#### Miss Fotogenia
- Vencedora:  Itália — Daniela Bianchi.

## Candidatas
Em negrito, a candidata eleita Miss Universo 1960. Em itálico, as semifinalistas.
| - ' África do Sul - Nicolette Caras (4°) - Alemanha - Ingrun Moeckel (SF) - Argentina - Rose Marie Lincke - Áustria - Elizabeth Hodacs (3°) - Bélgica - Huberte Bax - Bolívia - Nancy Aguirre - Brasil - Gina MacPherson (SF) - Myanmar - Myint May (MS) - Canadá - Edna MacVicar - Chile - Marinka Espinosa - Colômbia - Stella Márquez (SF) - Coreia do Sul - Sohn Miheeja (SF) - Cuba (Livre) - Flora Lauten Hoyos - Dinamarca - Lizzie Ellinor Hess - Equador - Isabel Rolando Ceballos - Espanha - María Teresa del Río (5°) - Estados Unidos - Linda Bement (1°) - Finlândia - Marja Leena Manninen - França - Florence Eyrie - Grécia - Magda Passaloglou (SF) - Holanda - Carina Verbeek | - Hong Kong - Vivien Cheung - Inglaterra - Joan Boardman (SF) - Islândia - Svanhildur Jakobsdóttir - Israel - Aliza Gur (SF) - Itália - Daniela Bianchi (2°, MF) - Japão - Yayoi Furuno (SF) - Jordânia - Helen Giatanapoulus - Líbano - Gladys Tabet - Luxemburgo - Marie Venturi - Marrocos - Marilyn Escobar - Noruega - Ragnhild Aass (SF) - Nova Zelândia - Lorraine Jones - Paraguai - Mercedes Ruggia - Peru - Medadit Gallino - Portugal - Maria Teresa Cardoso - Suécia - Birgitta Oefling - Suíça - Elaine Maurath (SF) - Suriname - Christine Foed - Tunísia - Marie Louise Carrigues - Venezuela - Mary Quiróz Delgado |

- Mais tarde naquele mesmo ano, a colombiana Stella Márquez seria coroada como a primeira Miss Beleza Internacional, no concurso realizado pela primeira vez em Long Beach, na Califórnia, de onde o Miss Universo tinha vindo para Miami após oito anos de sua criação. Nos anos 2000 ela se tornou a coordenadora geral do concurso Miss Filipinas Universo e Miss Filipinas Internacional.[6]